# Parc Nacional Snæfellsjökull
El Parc Nacional de Snæfellsjökull és un parc nacional islandès situat a la península de Snæfellsnes, a l'oest d'Islàndia. El parc fou establert el 28 de juny del 2001.
El parc inclou un estratovolcà de 700.000 anys d'antiguitat amb una glacera que en cobreix el cim.
El nom de la muntanya és en realitat Sneffels, però normalment s'anomena Snaefellsjokull per distingir-la de dues muntanyes amb aquest nom. Està situat a la part més occidental de la península de Snæfellsnes, a Islàndia. A vegades, pot ser vist des de la ciutat de Reykjavík sobre la badia de Faxaflói, a una distància de 120 quilòmetres.